# Grenzzaun (Konstanz)

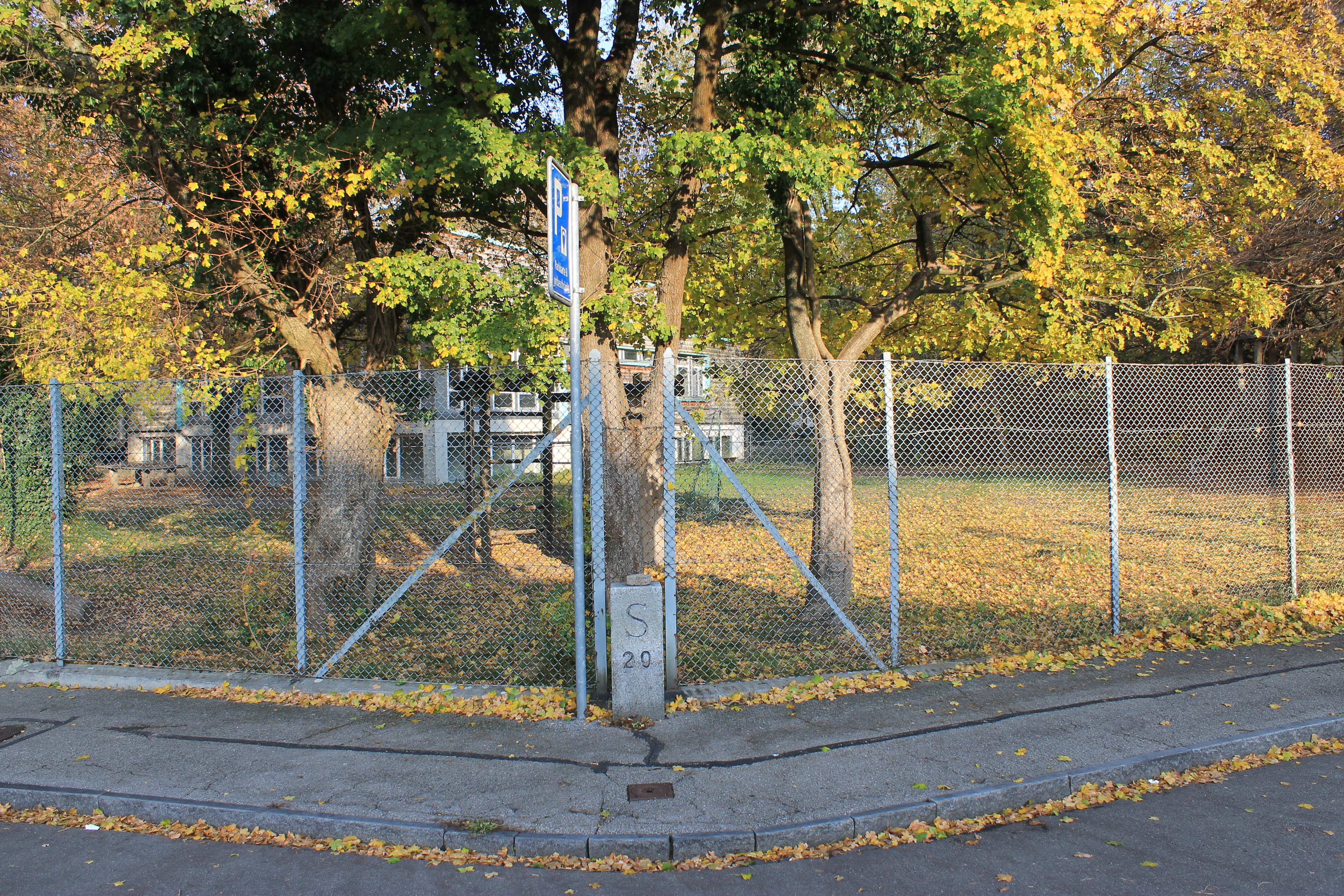
Grenzzaun zwischen Kreuzlingen und Konstanz im Bereich der Schwedenschanze, fotografiert von Schweizer Gebiet (2019). Deutlich ist der integrierte Grenzstein zu erkennen.

Grenzzaun wird die Grenzbefestigung zwischen den deutsch-schweizerischen Nachbarstädten Konstanz und Kreuzlingen genannt.

## Anlage während des „Dritten Reichs“

### Zweck
Der Grenzzaun, von der damaligen Bevölkerung auch Judenzaun oder Asylantenzaun genannt, war eine zu Beginn des Zweiten Weltkriegs durch die Schweiz und das nationalsozialistische Deutschland errichtete Grenzbefestigung zwischen dem Schweizer Bezirk Kreuzlingen und der deutschen Stadt Konstanz. Der Zaun trennte über Jahrzehnte die eigentlich zusammengewachsenen Gebiete und Bewohner und wurde von vielen Anwohnern als Schandmal empfunden. Die Zaun wurde primär errichtet, um die Flucht von deutschstämmigen Juden in die freie Schweiz während des Zweiten Weltkriegs zu verhindern. Aber auch die Flucht von deutschen Oppositionellen in die neutrale Schweiz sollte durch den Zaun verhindert werden. Die bekannteste Festnahme gelang am 8. November 1939 um 20:45 Uhr mit der Festnahme des Hitler-Attentäters Georg Elser direkt am Zaun. Elser kannte zwar die Lage der Grenze, wusste aber nicht über den neuen Grenzzaun Bescheid. Elser hatte 1930 in Konstanz gewohnt und als Grenzgänger in Bottighofen in der Schweiz gearbeitet. Um 21:20 Uhr am selben Tag explodierte seine mit einem Zeitzünder versehene Bombe im Münchener Bürgerbräukeller.
Der erste Grenzzaun wurde aufgrund eines Beschlusses des Schweizer Bundesrats vom 4. Oktober 1939 errichtet. Der Zaun erstreckte sich durch bewohntes Gebiet vom Emmishofer Zoll zum Bodenseeufer. Beinahe gleichzeitig begann die Deutsche Wehrmacht vom Seerhein aus ebenfalls einen Zaun zwischen Tägermoos und Konstanz zu errichten. Erst 1940 war die gesamte Grenze zwischen dem Seerhein und der Konstanzer Bucht durch einen hohen, robusten und dauerhaften Grenzzaun abgesichert.

### Abbau
1973 wurde der Grenzzaun nach Aufschüttungen im Bereich Klein Venedig in der Nähe der Konstanzer Bucht noch einmal verlängert. Bereits in den 1980er-Jahren regte sich massiver Widerstand gegen den Grenzzaun. 1984 fand sich ein Künstlerkollektiv mit der Thematik „Kunstgrenze“ im Bellevue-Areal zusammen. 1990 fordert der Baudezernent der Stadt Konstanz: „Der Zaun muss weg!“. 1999 begann der Abriss des Zauns zwischen unbebauten Gebieten. Dies geschah im Rahmen der Errichtung der neuen Autobahn-Zollabfertigung im Tägermoos.
Heute sind nur noch einige Reste vorhanden, primär im Gebiet des Konstanzer Bahnhofs und entlang des Grenzbachs. 2003 veranstaltete der Kulturverband Kreuzlingen einen grenzüberschreitenden „Kulturtisch“ am Hauptzoll. Teile des Grenzzauns wurden 2006 durch die offene Kunstgrenze ersetzt, anstatt von Grenzbefestigungen wird die Grenze dort durch Skulpturen markiert. 2009 wurde der Zaun an der Wiessenstrasse entfernt. Ein Fußgängerübergang wurde eingerichtet. An anderen Stellen wurde die Höhe des Zauns erheblich reduziert. Im Bereich der Grenze zwischen dem Tägermoos und dem Konstanzer Stadtteil Paradies wurde der Zaun durch einen bewachsenen Erdwall ersetzt. An anderen Stellen ist der Zaun im Original erhalten. Ursprünglich war er 2,6 Kilometer lang. Entlang des Seeufers wird die Grenze heutzutage von der Schweizer Grenzwacht videoüberwacht.

### Galerie

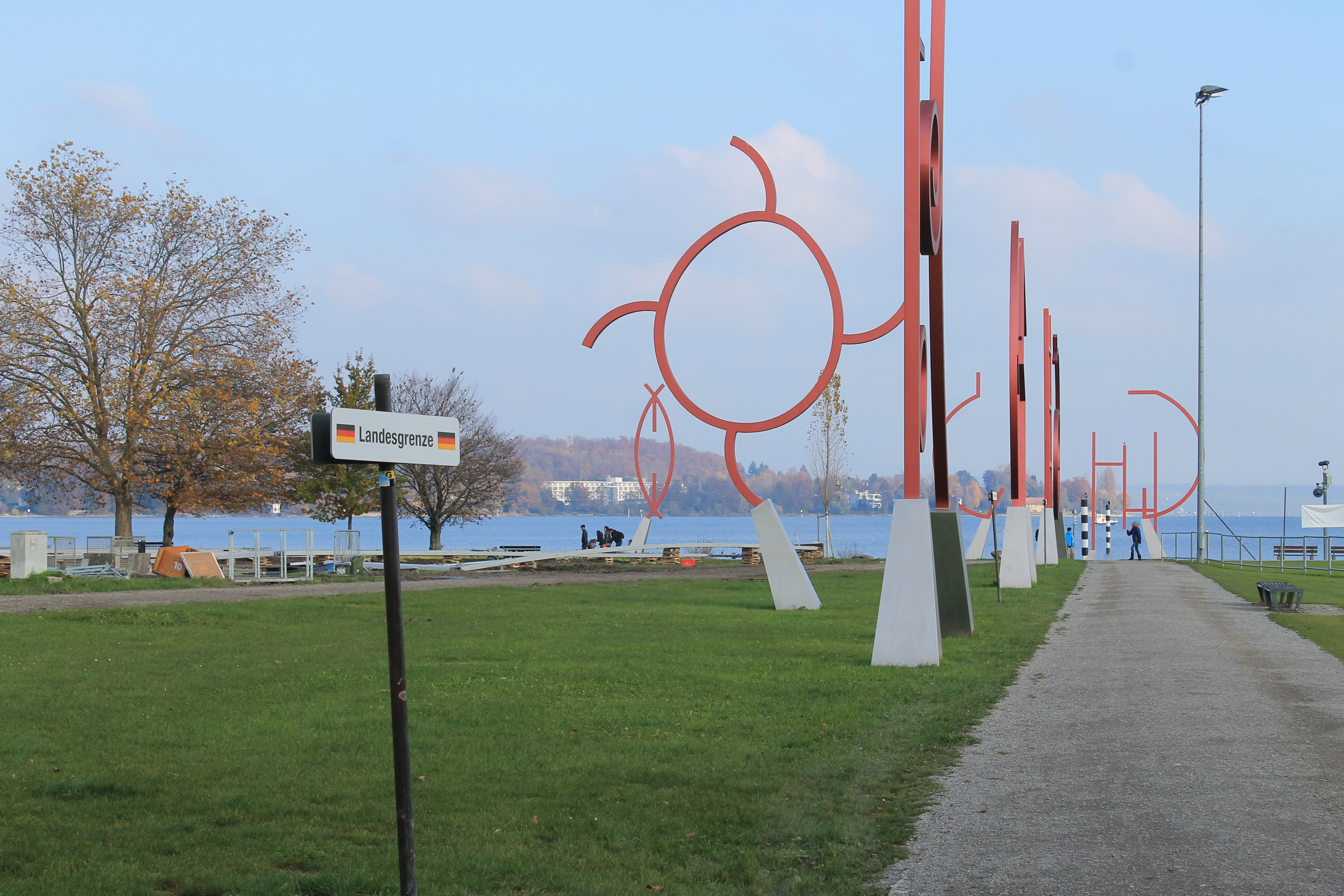
„Kunstgrenze“. Früher mit Stacheldraht abgesichert, kann die Grenze heute frei überschritten werden.
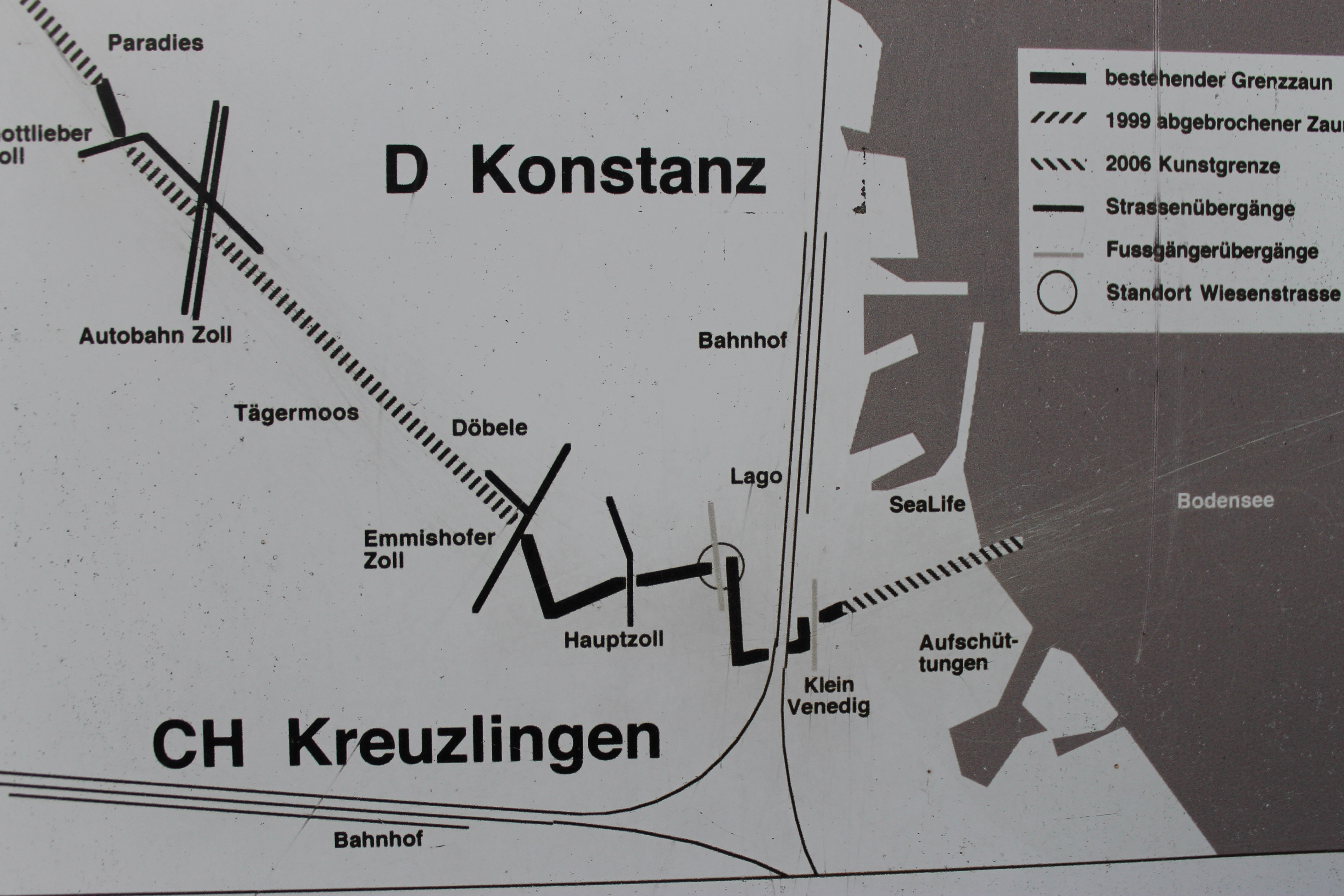
Karte des Verlaufs des Grenzzauns
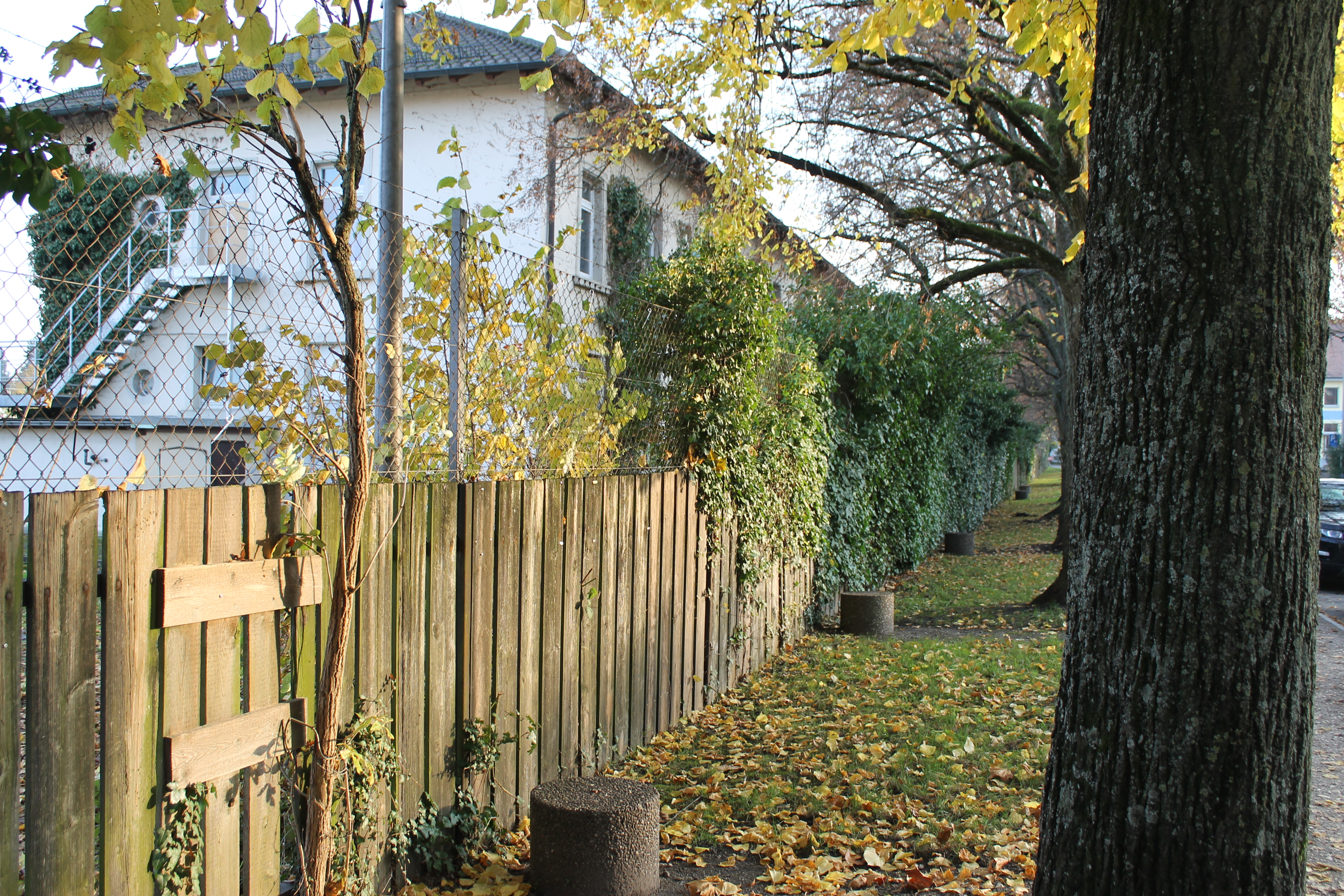
Teile des alten Grenzzauns, errichtet 1938 im Auftrag der Schweizer Bundesregierung
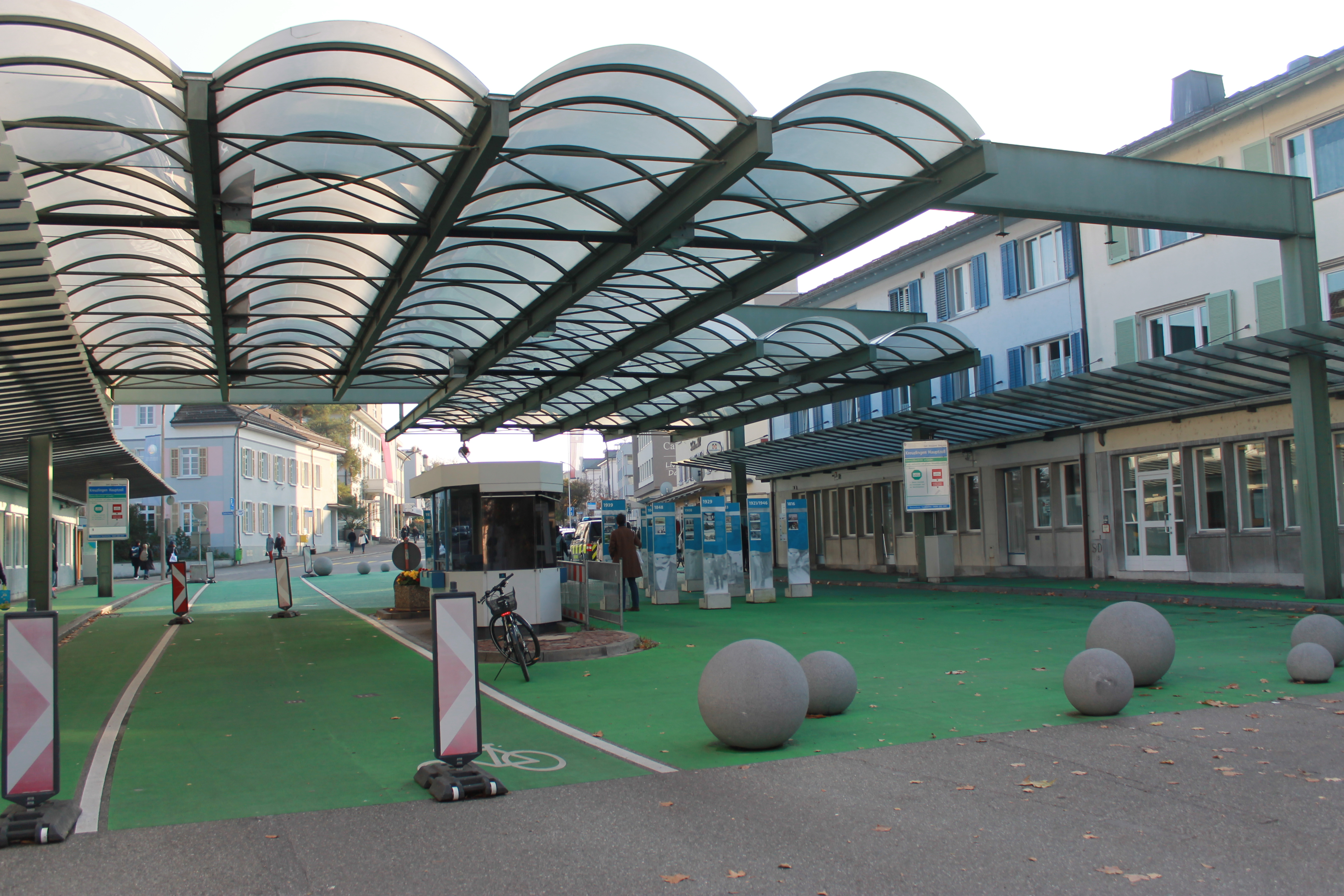
Der Hauptzoll ist für motorisierten Verkehr gesperrt. Die Grenze verläuft direkt durch eng bebautes Gebiet.
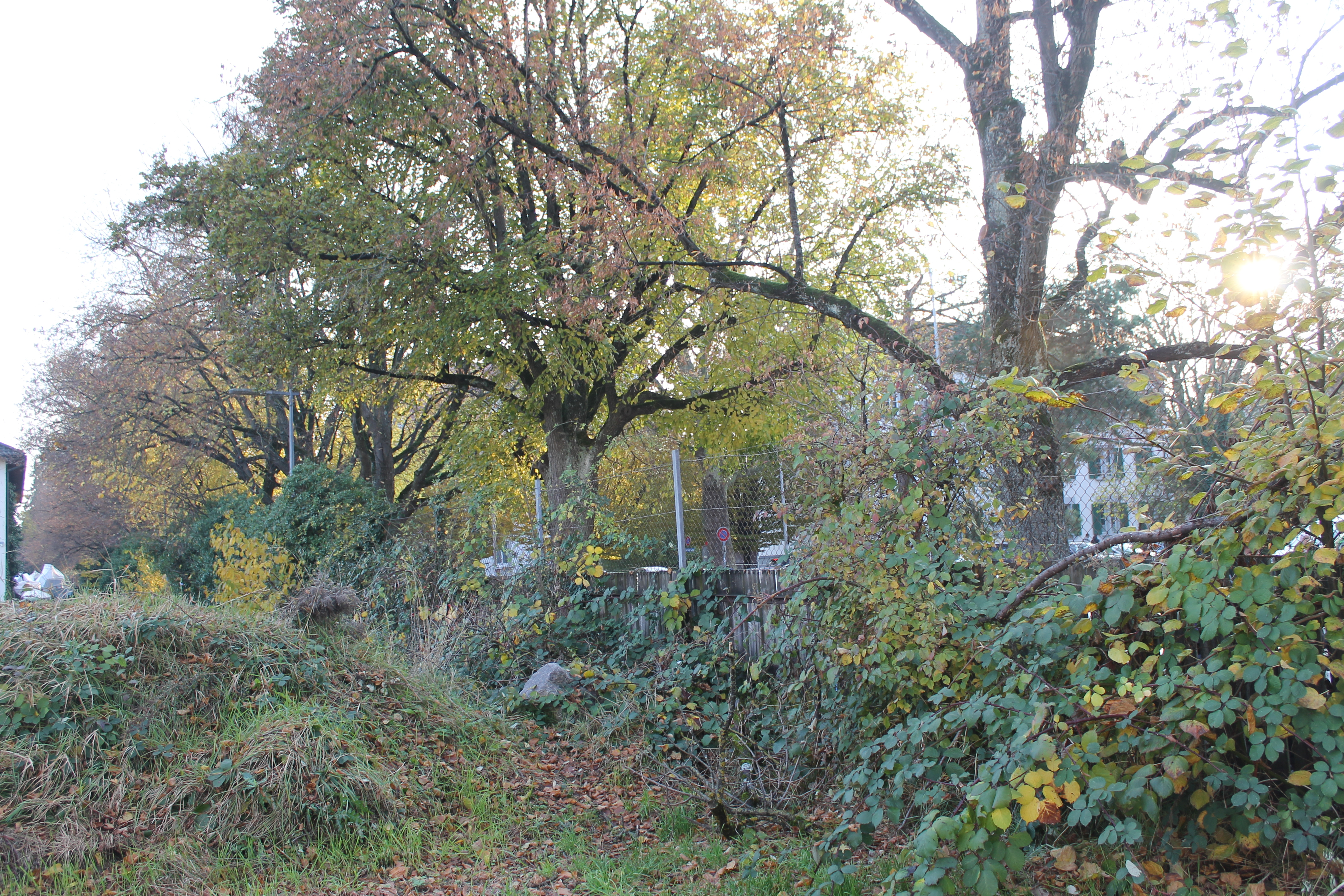
Grenzzaun in der Nähe des Konstanzer Bahnhofs
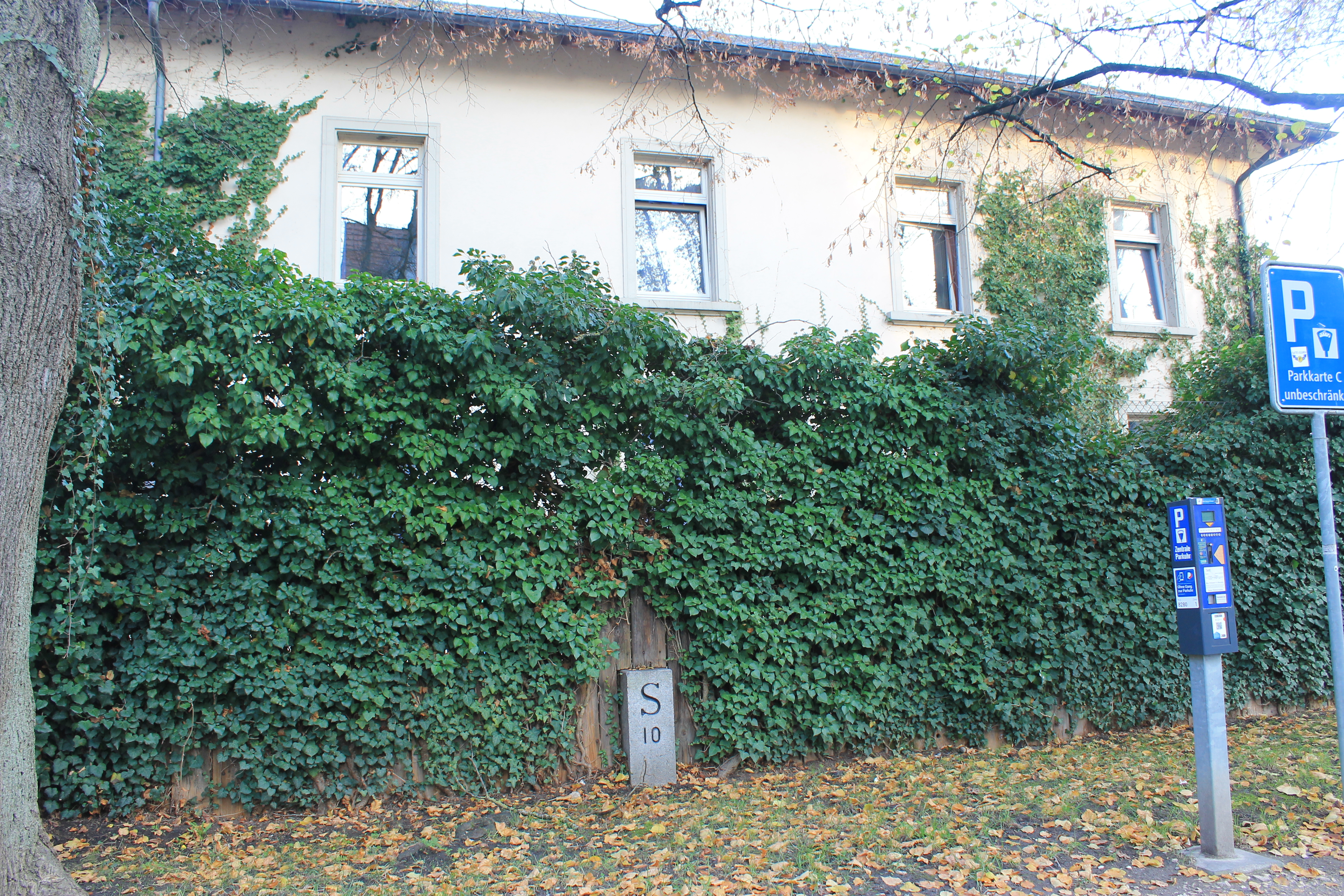
Grenzzaun von 1938 mit Grenzstein

## Temporäre Wiedererrichtung während der Corona-Krise

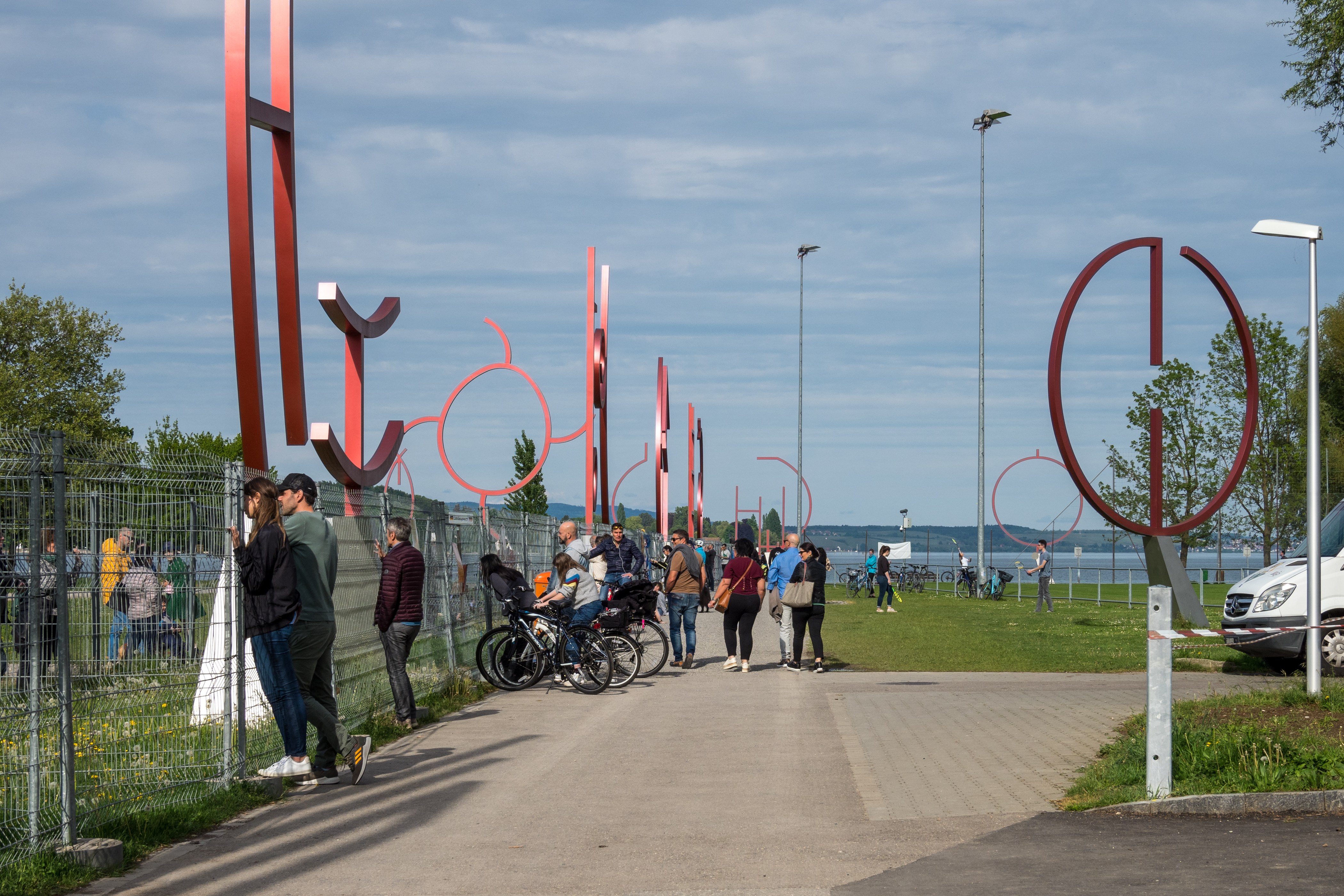
Der erste Zaun wurde von der Deutschen Bundespolizei errichtet, der zweite von der Schweiz.

Im Zuge der Grenzschließungen zur Verhinderung der Ausbreitung des Corona-Virus wurden im März 2020 wieder provisorische Zäune entlang der Grenze errichtet. Der erste Zaun wurde von der deutschen Bundespolizei errichtet. Da es dennoch zu Verstößen gegen die Abstandsregeln kam, beschloss die Stadt Kreuzlingen, einen zweiten Zaun zu errichten, um den Mindestabstand von zwei Metern zu erzwingen.  Um die Grenzschließung durchzusetzen, wurde von Schweizer Seite neben der Grenzwacht auch das Militär aufgeboten. Die Grenze wurde zusätzlich von einem Hubschrauber der Schweizer Armee überwacht. Trotz des Kontaktverbots trafen sich viele Kreuzlinger und Konstanzer Bewohner am Grenzzaun, um über den Zaun hinweg zu kommunizieren. Die Errichtung des Zauns und die verschärften Kontrollen führten bei der Bevölkerung zu zahlreichen, teils heftigen Reaktionen.
Am 16. Mai 2020 wurde der Zaun wieder abgebaut. Ein Teil dieses Grenzzauns wird im Haus der Geschichte Baden-Württemberg in Stuttgart aufbewahrt.